# Laberweinting
Laberweinting – miejscowość i gmina w Niemczech, w kraju związkowym Bawaria, w rejencji Dolna Bawaria, w regionie Donau-Wald, w powiecie Straubing-Bogen. Leży około 20 km na południowy zachód od Straubingu, nad rzeką Kleine Laber, przy linii kolejowej Landshut – Straubing.

## Dzielnice
W skład gminy wchodzą następujące dzielnice: Allkofen, Grafentraubach, Haader, Hofkirchen, Laberweinting i Oberellenbach.

## Demografia
| Rok  | Liczba mieszk. |
| ---- | -------------- |
| 1970 | 3405           |
| 1987 | 3280           |
| 2000 | 3419           |

## Oświata
(na 1999)

W gminie znajduje się szkoła podstawowa (13 nauczycieli, 251 uczniów) i szkoła wyższa.